# Greta Wrage von Pustau

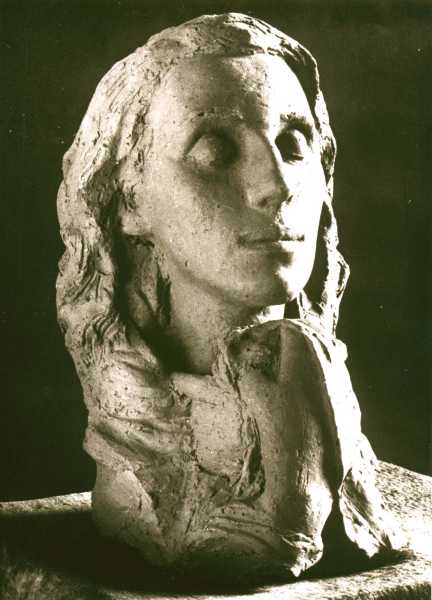
Bildnis einer Tänzerin
(Greta Wrage von Pustau)
Terrakotta-Büste von Luis Rauschhuber, 1953

Greta Wrage von Pustau (* 2. August 1902 in Kanton, Chinesisches Kaiserreich; † 20. März 1989 in München) war eine deutsche Tänzerin, Ballettmeisterin und Tanzpädagogin.

## Leben
Greta von Pustau war die Tochter der Hamburger Handelsleute Antonia und Alfred Julius Engelbrecht von Pustau (1868–1949). Sie heiratete 1921 den Landschaftsmaler Klaus Wrage (1891–1984). Aus der Ehe gingen zwei Söhne und eine Tochter hervor.
Greta Wrage von Pustau war um 1922 Schülerin von Rudolf von Laban. 1932 machte sie ihre Abschlussprüfung an der Folkwangschule. Ab 1933 leitete sie eine eigene (Laban-)Tanzschule in Nürnberg. Unter anderem tanzte sie nach Labans Choreographie als Animateurin zu den Chorbeiträgen bei den Olympischen Sommerspielen 1936. Eine Auszeichnung erhielt sie hierfür jedoch offensichtlich nicht.
Eine Matinee ihrer Ballettschule im Deutschen Hof in Nürnberg im Juni 1960 ist nachweisbar.
Wrage von Pustaus Nachlass befindet sich im Deutschen Tanzarchiv Köln. Dort befindet sich auch eine Büste von ihr, geschaffen 1953 von Luis Rauschhuber.